# جدعون ديفيز
جدعون ديفيز (بالإنجليزية: Gideon Davies)‏ هو كيميائي بريطاني، ولد في 6 يوليو 1964 في غريت سوتون في المملكة المتحدة.